# Very low frequency

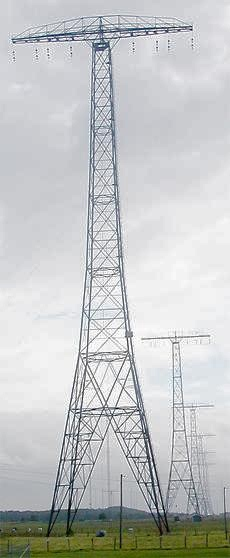
Parte delle antenne della stazione radio di Grimeton in Svezia.

Very low frequency o VLF (in inglese frequenza molto bassa) è il nome che convenzionalmente è stato assegnato alle radiofrequenze comprese tra 3 e 30 kHz, cui corrispondono lunghezze d'onda tra i 100 e 10 chilometri. La sigla rappresenta una delle bande radio definite dalla ITU-R nella raccomandazione V.431 e la cui origine risale alla IV conferenza del comitato CCIR che si tenne a Bucarest nel 1937, i cui lavori furono ratificati dalla International Radio Conference di Atlantic City del 1947.
Dal momento che per segnali radio trasmessi con queste frequenze non è disponibile un'ampia larghezza di banda, le VLF vengono impiegate per trasmettere informazioni molto semplici, come quelle utilizzate per la radionavigazione. La banda viene anche chiamata "banda miriametrica" o delle "onde miriametriche", dal nome del miriametro, un'unità di misura obsoleta pari a 10 chilometri.

## Applicazioni
Questo tipo di onde radio si propaga anche nell'acqua fino a una profondità che va dai 10 ai 40 metri, in funzione della frequenza e della salinità dell'acqua. Per questo motivo le onde VLF sono utilizzate per comunicare con i sottomarini vicini alla superficie, mentre per battelli situati a profondità maggiori si impiegano le ELF (Extremely low frequency), onde radio ancora più lunghe e con frequenza compresa tra 3 e 30 Hz, cui corrispondono lunghezze d'onda tra i 100 000 e i 10 000 km.
Le onde VLF sono anche utilizzate per analisi elettromagnetiche e geofisiche.